# Bibliothek der deutschen Heimatzeitschriften
Die Bibliothek der deutschen Heimatzeitschriften ist seit 2013 bei der Geographischen Zentralbibliothek (GZB) beim Leibniz-Institut für Länderkunde (IfL) in Leipzig angesiedelt. Die Geschichte dieses Literaturbestandes reicht bis 1991 zurück.

## Zweck
Die Entscheidung des IfL, die Bibliothek der deutschen Heimatzeitschriften zu übernehmen, hatte zwei Gründe:
Das IfL ist das einzige außeruniversitäre Forschungsinstitut für Geografie in Deutschland. Die Grundlagenforschung zur Regionalen Geografie Europas und zur deutschen Landeskunde ist in seiner Satzung als Kernaufgabe verankert. Darin enthalten sind Fragen von Regionalismus, regionaler Identität und Heimat. Mit der Bibliothek schafft das IfL für eigene und regionsspezifische Forschungen einen außergewöhnlichen Quellenfundus.
Der zweite Grund liegt in der föderalen Bibliothekslandschaft in Deutschland. Für den deutschen Sprachraum bildet die Deutsche Nationalbibliothek (DNB) an ihren Standorten Leipzig und Frankfurt am Main das Pflichtexemplarrecht und sammelt alle erscheinenden Medien. Da die DNB eine reine Präsenzbibliothek ist, stehen deren Bestände dem Leihverkehr nicht zur Verfügung. Regional besitzen fast 30 Bibliotheken das Pflichtexemplarrecht für die ihnen zugeordneten Räume, oftmals die Bundesländer. Damit wird regionales Schrifttum an vielen Standorten dezentral gesammelt.
Mit der Übernahme der Bibliothek der deutschen Heimatzeitschriften übernahm die Geographische Zentralbibliothek die Aufgabe, regionale Zeitschriften zentral zu sammeln und dadurch überregionale Literaturanalysen und Forschungen zu ermöglichen. Alle Titel stehen nach der Einarbeitung für die Nutzung vor Ort und über die Fernleihe zur Verfügung.

## Geschichte
Bei einem Symposium für Redakteure und Schriftleiter von Heimatzeitschriften im Mai 1991 in Bocholt wurde auf Anregung des damaligen Leiters des Stadtarchives Bocholt und Leiter des Arbeitskreises Heimatzeitungen im Deutschen Heimatbund (seit 1998 Bund Heimat und Umwelt in Deutschland, BHU) Hans-Detlef Oppel beschlossen, eine Bibliothek zu gründen, in der die heimat- und landeskundliche Zeitschriftenliteratur zentral gesammelt werden sollte.
2001 musste die Bibliothek Bocholt aus Personal- und Platzmangel verlassen. Sie wurde daraufhin im Schloss Drachenburg oberhalb von Königswinter am Sitz der Nordrhein-Westfalen-Stiftung Naturschutz, Heimat- und Kulturpflege untergebracht.
Aus Kapazitätsgründen musste sie 2009 erneut verlagert werden. Es fand sich kein geeigneter Ort und so übernahm sie der Landesheimatbund Sachsen-Anhalt, dessen Geschäftsführer Jörn Weinert ein Privathaus in Zuchau bei Barby zur Verfügung stellte.
Durch Hinweise von Nutzern der Bibliothek erhielt das IfL Kenntnis von der unbefriedigenden Unterbringung und einigte sich mit dem BHU über die Übernahme von 25.000 Einzelschriften, die 2013 erfolgte.

## Bestand
Bei der Übernahme der Sammlung bestand diese aus rund 900 Zeitschriften und Serien. Seit 2014 wurden mehr als 2700 Herausgeber gebeten, ihre Publikationen an die GBZ zu geben. Rund 1200 Zeitschriften und Serien gehen regelmäßig ein.
Die Bibliographie ist nach Bundesländern sortiert. Zwei weitere Kapitel behandeln Räume, die heute nicht mehr im deutschen Staatsgebiet liegen, darunter die ehemaligen preußischen Provinzen sowie ehemalige deutschsprachige Gebiete in Tschechien und Rumänien.
Die Schriften behandeln Gemeinden, Landkreise und Gemeindeteile, wobei die Gemeinden aus Niedersachsen und Bayern den höchsten Anteil haben. Bei den Ortsteilen sind das Saarland und Nordrhein-Westfalen stark vertreten. Bei der Literatur der Heimatvertriebenen sind Heimatkreisgemeinschaften und Heimatsortgemeinschaften vertreten. Dazu kommen regionalkundliche Titel aus dem Bereich der ehemaligen DDR sowie regionsübergreifende Publikationen über Naturlandschaften in Deutschland, in denen seit dem 19. Jahrhundert Gebirgs- und Wandervereine mit eigenen Zeitschriften aktiv sind.
Nach dem Sammelwerk Daten Fakten Literatur zur Geographie Europas, Band 13 enthielt die Bibliothek zum Zeitpunkt 30. September 2018 rund 3375 eigenständige Publikationen. Es wird ständig versucht, weitere Lücken zu schließen.